# 혁명아 자파타
혁명아 자파타(스페인어: Viva Zapata!, 1952)는 멕시코 혁명의 영웅 에밀리아노 사파타의 파란만장한 일생을 그린 영화다. 엘리아 카잔이 연출하고 소설가 존 스타인벡이 에지콤 핀천의 책을 각색하였다. 말런 브랜도가 주연을 맡았다.

## 줄거리
평범한 농부였던 사파타는 악덕 지주에게 땅을 빼앗기고 마을 주민들과 당시 대통령이었던 포르피리오 디아스를 찾아가 땅을 되찾게 해달라고 호소한다. 디아스 대통령은 법을 고쳐서 땅을 찾게 해줄테니 기다리라고 말하며 농민들을 구슬린다. 농민들은“당장 옥수수를 심어야 하고 그렇지 못하면 가족들이 굶어죽을 수 밖에 없다”며 땅을 찾게 해달라고 애원하지만 디아스는 법을 고치려면 시간이 오래 걸린다며 기다리라는 말만 되풀이 한다.
어느날 경찰이 자파타의 마을을 습격하여 무차별 살육을 감행했다. 자파타는 반격을 하다 무법자로 몰리게 되고, 그와 동료들은 산속으로 도피하게 된다. 산속에서 그는 정치 운동가이자 기자인 페르난도 아기레와 혁명을 꿈꾸는 여러 사람들을 만나 디아스 정권에 대항한다. 결국 사파타는 디아스 정권을 몰아내고 정권을 잡지만 문맹이었던 그는 정치를 할 수가 없었다. 그는 대통령 자리에까지 오르지만 자신은 농민들과 함께 하겠다며 대통령직도 물리치고 산 속으로 들어가 혁명군의 편에 남아 싸우다가 군부에 배신한 옛 동료의 함정에 빠져 최후를 맞는다.

## 평가
멕시코 혁명 당시 멕시코 땅의 4분의 3은 로마 가톨릭교회 소유였다. 멕시코의 올리버 크롬웰이라던 베니토 후아레스 대통령은 새헌법을 만들어 예수회를 추방하고 가톨릭 교회의 재산을 몰수했다. 후아레스가 예수회에 암살당한 후 쿠데타로 집권한 디아스는 몰수한 가톨릭 교회의 땅을 가톨릭 교회에 되돌려 주고 대지주들의 이익을 대변하는데 앞장서온 인물이다. 결국 농민들은 무기를 들고 일어났고 농민들의 궐기는 멕시코 혁명으로 이어져 디아스는 망명하게 된다. 사파타는 농민들을 이끌고 멕시코 혁명의 투쟁을 승리로 이끌었다.
그의 비극적인 죽음은 그를 더욱 유명하게 만들었고 멕시코인들은 그가 지금도 죽지 않고 산속에서 자신들을 지켜주고 있다고 믿고 있다. 사파타는 불굴의 용기와 신념으로 억압의 체제와 악법에 맞서 싸워 멕시코의 영원한 전설이 되었다.

## 배역
- 말런 브랜도 - 에밀리아노 사파타
- 진 피터스 - 호세프 사파타
- 앤서니 퀸 - 에우페미오 사파타
- 조지프 와이즈먼 - 페르난도 아기레
- 아널드 모스 - 돈 나시오
- 앨런 리드 - 판초 비야